# Superminister
Superminister is de onofficiële benaming voor een minister die al dan niet tijdelijk meerdere grote bevoegdheden combineert. De term wordt nu vooral gebruikt wanneer een minister meerdere excellenties tegelijk vervangt, bijvoorbeeld tijdens de vakantieperiode.

## Superministers in België
- Annemie Turtelboom was begin augustus 2011 minister van Binnenlandse Zaken, Pensioenen, Begroting, Klimaat en Energie, Financiën, KMO, Zelfstandigen, Landbouw en Wetenschapsbeleid, Volksgezondheid en Sociale Zaken en staatssecretaris voor Administratieve Vereenvoudiging, Mobiliteit, Energie en Leefmilieu, toen ze acht ministers verving die op vakantie waren.[1]
- Pieter De Crem was in 2010 ook even superminister, met naast zijn eigen portefeuille, Defensie, ook nog negen andere.[1]
- Philippe Muyters wordt soms ook superminister genoemd. In de Vlaamse regering heeft hij de bevoegdheden Begroting en Financiën, Ruimtelijke Ordening, Onroerend Erfgoed, Werk en Sport, voordien verdeeld over verschillende ministers.[2]
- Tijdens de Regeringsformatie België 2010-2011 werd afgesproken een superminister voor Asiel, Migratie en Integratie te creëren, met bevoegdheden voordien verdeeld onder drie verschillende excellenties. Dat werd Maggie De Block, maar aangezien ze geen minister maar staatssecretaris is, wordt ze superstaatssecretaris genoemd.[3]